# Орда-Эджен
Орду (Орда-Эджен, Орда-Ежен, Орду-Ичен; 1195 (?) — 1251) — старший сын Джучи, внук Чингисхана, старший брат Бату (добровольно уступил ему престол Улуса Джучи), хан Кок-Орды — левого крыла Улуса Джучи.

## Биография
Cтаршим сыном Джучи был Орду по прозвищу «Эджен» (господин). Его матерью была старшая жена Джучи Сартак-хатун из рода кунгират. Средневековые исторические источники не содержат конкретных данных о датах рождения и смерти Орду. Исследователи предполагают, что он родился в 1195 году.
После смерти Джучи власть над его улусом по завещанию Чингисхана перешла старшим сыновьям Джучи — Орду и Бату, между которыми произошло разделение улусов (людей). Орду вместе со своими младшими братьями Удуром, Тукай-Тимуром, Шингкуром и Сингкумом стали «царевичами левого крыла». На курултаях 1229 и 1235 годов, на которых принималось решение о походе в Восточную Европу, представителями Улуса Джучи были Орду и Бату.
Согласно историографической традиции Орду после смерти отца унаследовал его первоначальный домен — Прииртышье. Резиденцией Орду-Ичена располагалась в верховьях Иртыша около озера Алакуль.  Бату же должны были отойти земли, которые предстояло завоевать в результате похода в Восточную Европу.

Во время западного похода (1236—1242) Орду вместе с другими чингизидами покорял мокшу и буртасов, осаждал Рязань, Киев, воевал в Польше и Венгрии. Затем вместе с братьями Удуром, Тука-Тимуром и Шингкумом возглавил левое крыло, то есть восточную часть Улуса Джучи; личный улус Орду располагался, по-видимому, в юго-восточной части левого крыла, восточнее Арала. Орду участвовал в курултае 1246 года, на котором в каганы был возведён Гуюк.
Точная дата смерти Орду неизвестна; в 1251 году улусом правил уже его сын Кункыран.

## Наследие
Две старшие жены Орды происходили из рода кунгират — Джуке-хатун и Тубакана-хатун. Являлся отцом семерых сыновей: Сартактай, Кули, Курумиши, Кункиран, Чурмакай, Кутуку, Хулагу.

## Образ в искусстве
Орда стал персонажем романов Исая Калашникова «Жестокий век» и Явдата Ильясова «Чёрная вдова».